# Teorema de classificació
En matemàtiques, un teorema de classificació respon el problema de classificació "Quins són els objectes d'un determinat tipus, llevat d'equivalència?". Proporciona una enumeració sense redundàncies: cada objecte és equivalent a una classe exactament.
A continuació presentem alguns aspectes relacionats amb els problemes de classificació:
- El problema d'equivalència és "donats dos objectes, determinar si són equivalents".
- Un conjunt complet d'invariants, juntament amb quins invariants són realitzables, resol el problema de classificació, i sovint és un pas en la seva resolució.
- Un conjunt complet d'invariants computable (juntament amb quins invariants són realitzables) resol tant el problema de classificació com el problema d'equivalència.
- Una forma canònica resol el teorema de classificació, i addicionalment proporciona més dades: no només classifica cada classe, sinó que també dona un element distingit (canònic) de cada classe.

Existeixen diversos teoremes de classificació en matemàtiques, com ara veurem.

## Geometria
- Superfície reglada (secció Classificació de les superfícies reglades)
- Projecció isomètrica (secció Classificació general)
- Forma geomètrica (secció Classificació de les Formes)

## Àlgebra
- Grup simple (secció Classificació)
- Immersió (secció Existència i classificació)
- Grup finit (secció Classificació dels grups finits)
- Corba algebraica (secció Classificació de singularitats)
- Àlgebra sobre un cos (secció Classificació d'àlgebres de dimensió baixa)
- Espectre (anàlisi funcional) (secció Classificacions dels punts de l'espectre d'un operador)
- Dimensió d'un espai vectorial (per dimensió)
- Teorema d'estructura dels mòduls finitament generats sobre un domini d'ideals principals
- Forma canònica de Jordan

## Anàlisi
- Anàlisi numèrica (secció Classificació [dels problemes] segons la seva dimensió)